# Chaumot (Nièvre)
Chaumot – miejscowość i gmina we Francji, w regionie Burgundia-Franche-Comté, w departamencie Nièvre.
Według danych na rok 1990 gminę zamieszkiwało 170 osób, a gęstość zaludnienia wynosiła 22 osoby/km² (wśród 2044 gmin Burgundii Chaumot plasuje się na 741. miejscu pod względem liczby ludności, natomiast pod względem powierzchni na miejscu 1061.).